# وندیش باگندورف
وندیش باگندورف (به آلمانی: Wendisch Baggendorf) یک شهر در آلمان است که در فرپومرن-روگن واقع شده‌است. وندیش باگندورف ۵۵۸ نفر جمعیت دارد.